# طابع الطرود

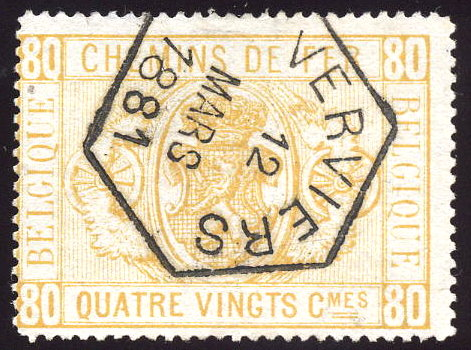
طابع بريدي للسكك الحديدية البلجيكية من سلسلة 1879-1882 تم استخدامه في عام 1881 في فيرفيرز.

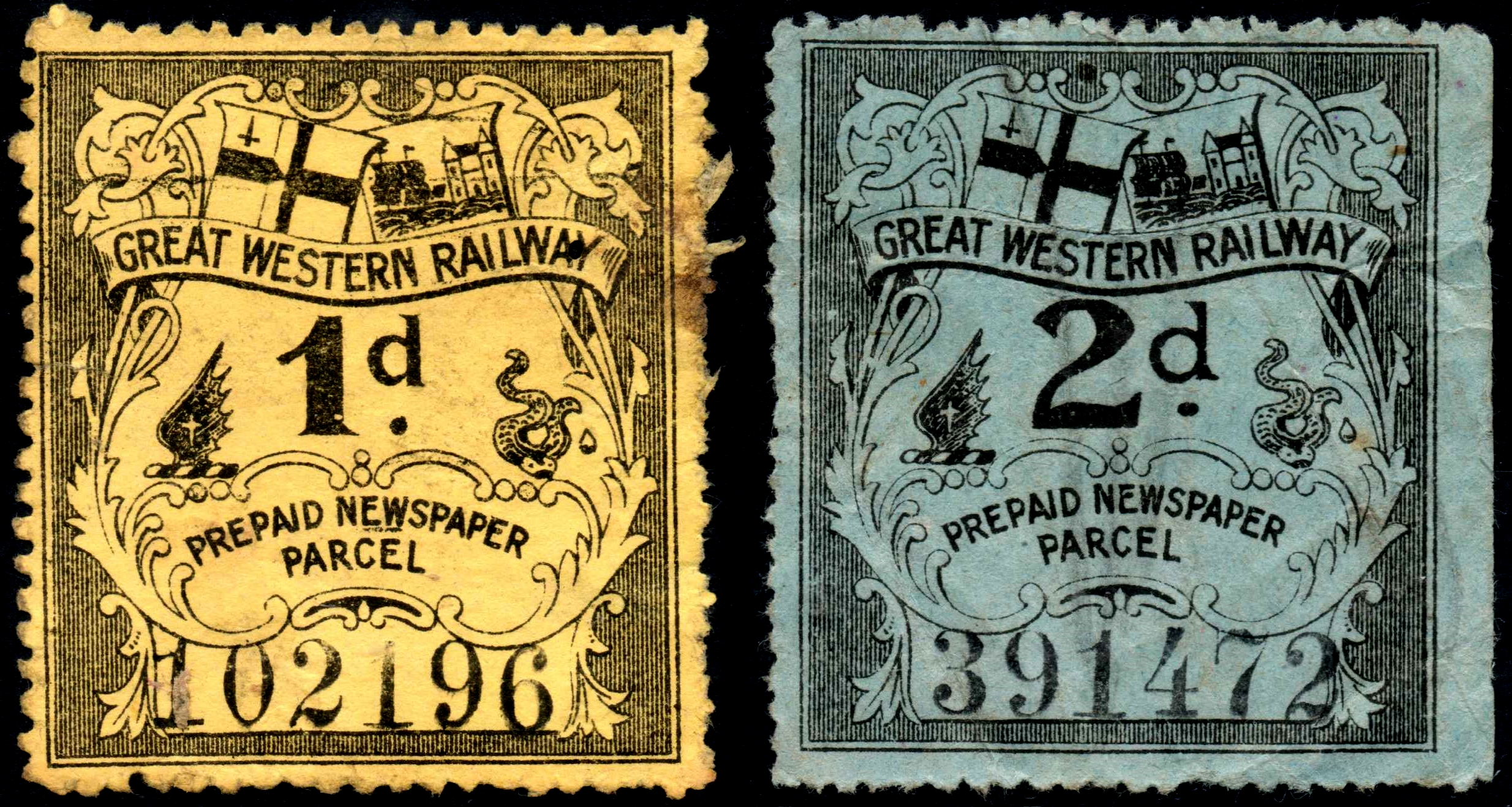
طوابع بريدية لشركة السكك الحديدية البريطانية الغربية الكبرى. تعتبر هذه بمثابة طوابع سندريلا.

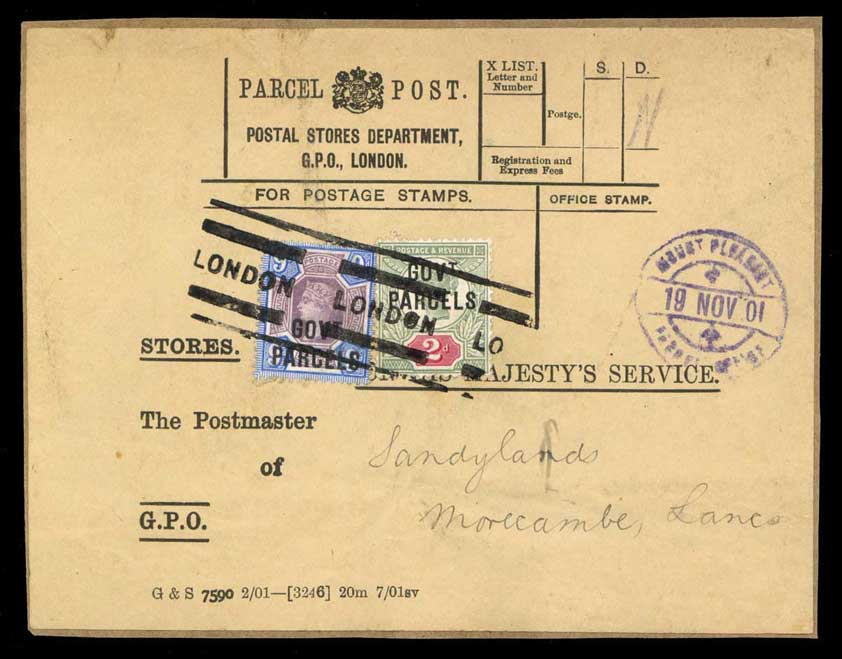
ملصق طرد بريطاني يعود تاريخه إلى عام 1901 يحمل طابعين فيكتوريين مطبوع عليهما الحكومة. الطرود.

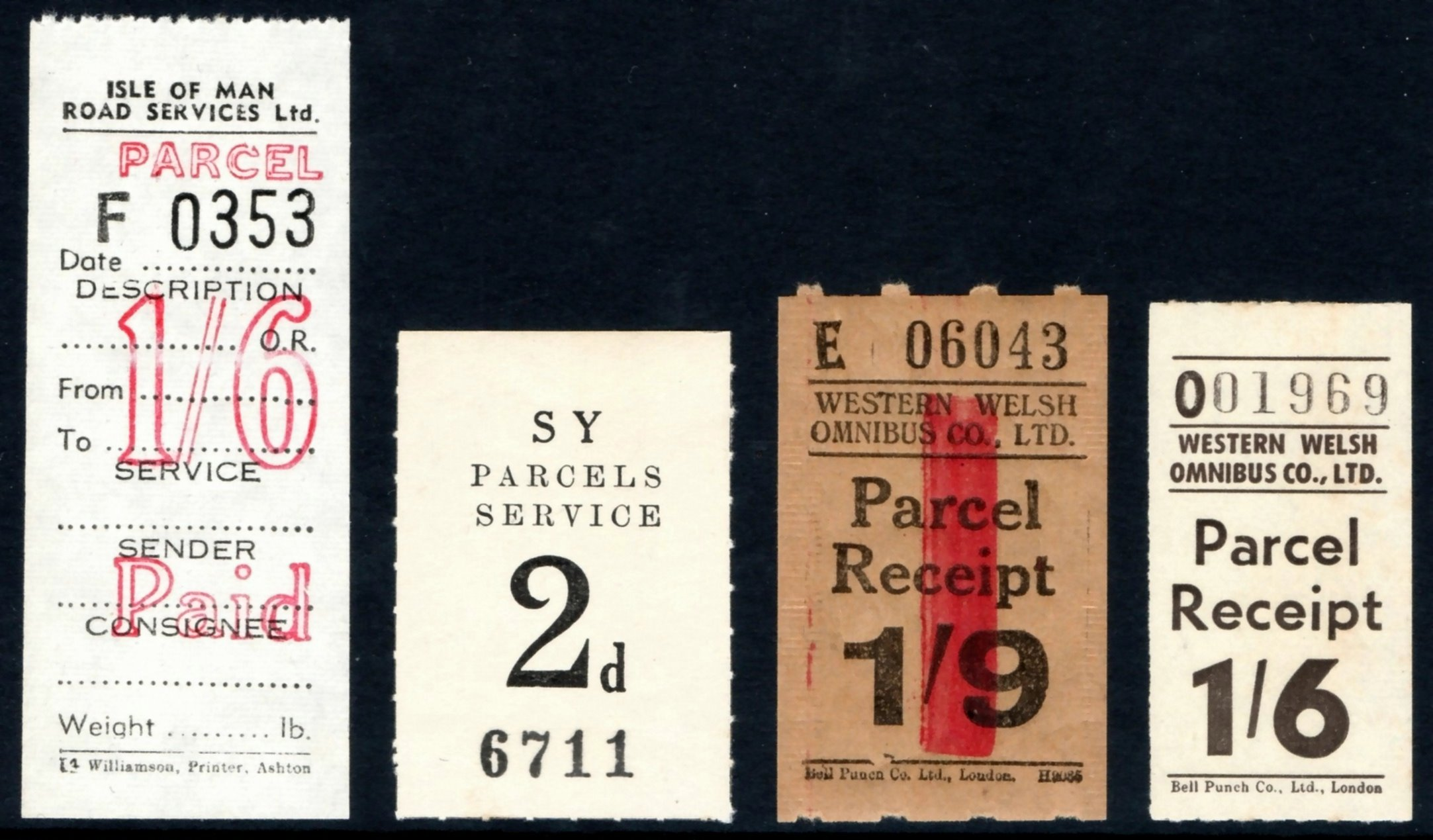
طوابع خدمة الطرود الخاصة للنقل البري من بريطانيا العظمى. حوالي منتصف القرن العشرين.

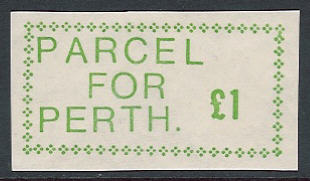
طابع بريدي خاص بريطاني يعود تاريخه إلى عام 1971 أثناء إضراب البريد عام 1971.

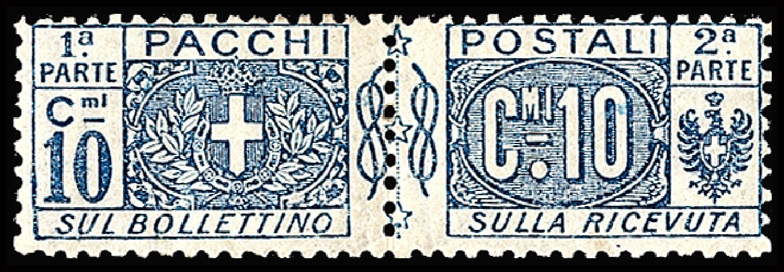
طابع بريدي إيطالي بقيمة 10 سنتات مكون من قطعتين يحملان علامة باتشي بريدي.

في علم الطوابع ، طابع الطرود هو طابع يصدر خصيصًا لدفع رسوم نقل طرد عبر النظام البريدي وعادةً ما يوضع علامة عليه على هذا النحو. ويجب التمييز بينه وبين طابع البريد المستخدم لدفع تكلفة إرسال طرد، مع أنه قد لا يكون هناك تمييز عملي فيما يتعلق بالمرسل. تتمتع طوابع الطرود الصادرة عن الحكومات بنفس مكانة طوابع البريد في علم الطوابع، ولكن طوابع الطرود الصادرة عن شركات السكك الحديدية الخاصة أو شركات النقل البري تعتبر طوابع سندريلا والعديد من طوابع الطرود هي أيضًا طوابع سكك حديدية .
تأسست خدمة البريد الدولي للطرود من قبل الاتحاد البريدي العالمي في الأول من أكتوبر عام 1881 (بريطانيا العظمى والهند وهولندا وبلاد فارس، في الأول من أبريل عام 1882)، وذلك بعد اتفاقية باريس عام 1880.

## بلجيكا
تتمتع بلجيكا بتاريخ طويل في إصدار طوابع الطرود الخاصة بالسكك الحديدية، حيث إصدرت أول طوابع لشركة السكك الحديدية البلجيكية الحكومية في عام 1879. وقد صدرت سلاسل عديدة مختلفة منذ ذلك الحين.

## بريطانيا
ولم تصدر بريطانيا أي طوابع بريدية مخصصة للطرود، ولكن طبعت عبارة "حكومة" على العديد من الطوابع. الطرود (الطرود الحكومية). وقد زورة الطبعات على نطاق واسع.
إصدرت مجموعة كبيرة ومتنوعة من طوابع الطرود في بريطانيا من قبل مشغلي الطرق الخاصة بما في ذلك شركات الحافلات والترام .

## إيطاليا
صدرت أول طوابع الطرود الإيطالية في عام 1884 ومنذ عام 1914 كانت في قسمين يحملان علامة باتشي بريدي. احتفظ بالجزء الأيمن من قبل المرسل كإيصال و تطبق الجزء الأيسر على الطرد. بحلول عامي 1909/1910، كان يرسل أكثر من 14 مليون طرد سنويًا في إيطاليا.

## الولايات المتحدة
إصدرت أول وآخر طابع بريدي أمريكي في عام 1912، إلى جانب طوابع البريد المستحقة على الطرود. في هذه السلسلة، التي توقفت قريبًا، كانت قيمة العشرين سنتًا جديرة بالملاحظة لكونها أول طابع بريدي في العالم يصور طائرة .

## قراءة إضافية
- دافي، بي إن طوابع البريد الطردي للصين . أشفورد: جمعية الطوابع الصينية في لندن ، 1989.(ردمك 1-870620-01-1)رقم ISBN 1-870620-01-1
- إيوان، هربرت ليسترانج ، طوابع الصحف والطرود السكك الحديدية في المملكة المتحدة ، سوق إيوان للطوابع الاستعمارية المحدودة، 1906. (أعيد طبعه عام 1983 بواسطة تيم كلاتربوك وشركاه)
- مان، جون سي. عدادات البريد الطردي في بريطانيا العظمى . لندن: مجموعة دراسة الطوابع المترية، 1962.

## الروابط خارجية
- طوابع الطرود للسكك الحديدية في أستراليا ونيوزيلندا.
- أرشيف طوابع البريد الطرود الكونغولية هنا.
- طوابع الطرود الإيطالية
- طوابع الطرود النرويجية